# سپیدرخ تیره
سپیدرخ تیره (نام علمی: Leucorrhinia albifrons) نام یک گونه از سرده سپیدرخ‌ها است.